# 佚存叢書
『佚存叢書』（いっそんそうしょ）は、林述斎による漢籍叢書で、中国で失われたが、日本に残る漢籍（佚存書）16種60冊を収録している。

## 概要
日本で寛政11年（1799年）から文化7年（1810年）にかけて活字出版された。林述斎による各書物の解題が附属している。
題は欧陽脩「日本刀歌」の句「佚書百篇今尚存」に由来する。

## 収録書
1. 『古文孝経孔伝』 1巻
2. 蕭吉『五行大義』 5巻
3. 『臣軌』 2巻
4. 『楽書要録』 3巻（巻5・6・7）
5. 韋述『両京新記（中国語版）』 1巻（巻3）
6. 李嶠『雑詠』百二十首 2巻
7. 許敬宗等『文館詞林』 4巻（巻662・664・668・695）
8. 朱子『文公朱先生感興詩註』 1巻、『武夷櫂歌』1巻
9. 李中正『泰軒易伝』 6巻
10. 呉化龍『左氏蒙求』 1巻
11. 辛文房『唐才子伝（中国語版）』 10巻
12. 王九思等『王翰林集註黄帝八十一難経』 5巻
13. 李瀚『古本蒙求』 3巻
14. 崔敦詩『崔舎人玉堂類稿』20巻、『西垣類稿』2巻、附録1巻
15. 龔原『周易新講義』 10巻
16. 宋祁『宋景文公集』 32巻（原150巻のうちの残巻）

## 評価
『佚存叢書』は中国に伝えられ、阮元の『宛委別蔵』の中に『周易新講義』『泰軒易伝』『楽書要録』『臣軌』『難経集註』『五行大義』『崔舎人玉堂類稿・西垣類稿』が収められている。また、『四庫未収書提要』でも阮元はこれらの書物を高く評価している。光緒8年（1882年）に中国で出版されている。